# Majsjungning
Majsjungning, även kallat att "sjunga maj", är en äldre valborgstradition. Seden att "sjunga maj" förekom från äldre tid fram till mitten av 1900-talet på svensk landsbygd under valborgsnatten. Det var ett sätt att hälsa våren, och ingick i valborgsfirandet. Traditionen gick ut på att grupper av ungdomar från den lokala bygden drog från gård till gård, och sjöng för de boende, för att på så vis tigga ihop till gåvor i form av mat, pengar eller brännvin.
Brukligt var också att i samband med sången sätta en lövad kvist (en maj) på grindstolpen eller på väggen utanför gårdens huvudingång. Sångerna som sjöngs anspelade på våren, valborgsnatten och på gåvor som de sjungande ville ha för sin sång. 
Fortfarande förekommer seden på vissa håll på landsbygden i Sydsverige, till exempel i Blekinge, men är i övrigt försvunnen i Sverige. Seden har en vintrig parallell i lucia- och staffanssjungningarna, där ungdomar också drog mellan gårdarna för att be om gåvor. Seden kan också sägas ha nyare paralleller i påskkärringarnas tiggarrundor på skärtorsdagen.
Majsjungandets visor kunde ha en skämtsam ton, och också blir mer och mer retsamma, om gårdens innevånare inte ville ge några gåvor till de sjungande ungdomarna. På många gårdar förekom seden att lägga ut gåvor på trappan, redan innan ungdomarna dykt upp. Detta besvarades då med tackvisor.
Seden att sjunga maj har moderna paralleller i den körsångstradition som idag är tätt sammanflätat med valborgsmässoafton. Den äldre majsjungningen kan sägas ha ersatts av den nyare körsångstraditionen från slutet av 1800-talet, och den utvecklingen fortsatte under 1900-talets urbanisering.
Seden har också förekommit i Danmark.

## Visexempel
Exempel från Äggavisan (svensk folkvisa). Observera omkvädet "Maj är välkommen" och "Sommaren är ljuvlig för oss alla":
| ” | Inatt så är det Valborgsnatt Maj är välkommen! Och skogen hon bär gröner hatt Sommaren är ljuvlig för oss alla! - Har inte hönan värpet än? Maj är välkommen! Förlåt oss om vi väcka er, Sommaren är så ljuvlig för oss ungdom! - Nu sätter vi maj i bondens vägg Maj är välkommen! Han ger oss brännevin och ägg Sommaren är ljuvlig för oss alla! - Har inte hönan värpet än? Maj är välkommen! Hugg huvudet av den rackaren, sommaren är så ljuvlig för oss ungdom! - Å ligg, å ligg du late stut Maj är välkommen! Tills lopper och lus de bär dig ut, Sommaren är så ljuvlig för oss ungdom! | „ |